# جاك فيندلي
جاك فيندلي (بالإنجليزية: Jack Findlay)‏ كان متسابق دراجات نارية أسترالي فاز ببطولة سباق الجائزة الكبرى للدراجات النارية. نافس في سباقات بطولة العالم لفئة 500 سي سي ولفئة 350 سي سي ولفئة 250 سي سي ولفئة 125 سي سي ولفئة 50 سي سي. كما شارك في كأس جزيرة مان السياحية.

## روابط خارجية
- جاك فيندلي على موقع MotoGP.com (الإنجليزية)